# Leptispa distincta
Leptispa distincta es una especie de insecto coleóptero de la familia Chrysomelidae.
Fue descrita científicamente en 1917 por Achard.